# Обобщённое число такси
Обобщённое число такси (ОЧТ), обозначаемое Taxicab(k, j, n) это наименьшее число, которое может быть представлено n различными суммами j натуральных чисел в положительной степени k. Taxicab(3, 2, n) совпадает с числом такси.
Леонард Эйлер доказал, что {\displaystyle \mathrm {Taxicab} (4,2,2)=635318657=59^{4}+158^{4}=133^{4}+134^{4},} но Taxicab(4, 2, 3) неизвестно.
Неизвестно ни одного натурального числа, которое может быть представлено суммой двух и более пятых степеней по крайней мере двумя способами, а значит неизвестны Taxicab(5, 2, n) для всех n ≥ 2 .

## Тривиальные последовательности ОЧТ
{\displaystyle \mathrm {Taxicab} (k,j,1)=j}
{\displaystyle \mathrm {Taxicab} (1,2,n)=2n=1+(2n-1)=2+(2n-2)=\cdots =n+n}

## Некоторые нетривиальные разложения и ОЧТ
{\displaystyle \mathrm {Taxicab} (3,2,2)=1729=1^{3}+12^{3}=9^{3}+10^{3}} — число, которое связывают с именем Рамануджана, хотя впервые оно было опубликовано Бернаром Френиклем де Бесси в 1657 году..
{\displaystyle \operatorname {Taxicab} (5,3,2)=1\ 375\ 298\ 099=62^{5}+54^{5}+3^{5}=67^{5}+28^{5}+24^{5}\,\!}
| k | j | Taxicab(k, j,2) | Taxicab(k, j,3) | Taxicab(k, j,4) | OEIS    |
| - | - | --------------- | --------------- | --------------- | ------- |
| 2 | 2 | 50              | 325             | 1105            | A016032 |
| 2 | 3 | 27              | 54              | 129             | A025414 |
| 2 | 4 | 31              | 28              | 52              | A025416 |
| 3 | 2 | 1729            | 87539319        | 6963472309248   | A011541 |
| 3 | 3 | 251             | 5104            | 13896           | A025418 |
| 3 | 4 | 219             | 1225            | 1979            | A025420 |
| 4 | 2 | 635318657       |                 |                 | A230562 |
| 4 | 3 | 2673            |                 |                 |         |

## Родственные задачи
Поиск ОЧТ сводится к поиску «минимального» решения системы диофантовых уравнений для сумм степеней в множестве натуральных чисел. Подобные решения ищутся также в множестве целых чисел и для разностей степеней. Например, известно, что
{\displaystyle 25900232113758000049920=401168^{4}-17228^{4}=415137^{4}-248289^{4}=421296^{4}-273588^{4}}